# 澳門荷花節
澳門荷花節（葡萄牙語：Festival da Flor de Lótus de Macau）全稱荷香樂滿城─澳門荷花節，澳門與荷花淵源深厚，素有蓮花寶地之稱，荷花更是澳門區徽、區旗的重要標誌。

## 簡介
荷花又稱「蓮花」，有「君子之花」的美譽，自古以來深受人們喜愛，為中國的傳統名花。在澳門的歷史中，澳門與荷花有著很深的淵源：在澳門半島未填海造地之前，因其地形貌似一朵含苞待放的蓮花，所以一直被冠以蓮花福地的稱號；澳門政府的區徽和區花也是蓮花；北京政府送給澳門的賀回歸禮物也是金蓮花。
儘管許多澳門市民都不完全了解澳門數百年前的故事，但在日常生活申也必定經常提起「蓮花」。這是因為澳門有很多與蓮花有關的地名、街名、知名的歷史及傳統建築，如「蓮花山」、「蓮峰廟」、「蓮溪廟」、「蓮莖巷」、「蓮峰球場」、「蓮莖沙堤」、「蓮花莖建關閘」、「蓮峰普濟小學」、「蓮花大橋」及「金蓮花廣場」等。在這個面積只有約29平方公里的城市裹，有如此之多的地名被冠以「蓮」字，由此可見澳門人對蓮花強烈的感情和深切的喜愛。

## 歷史

### 前身—澳門蓮花展
澳門蓮藝文化協會於1997年7月11日起在盧廉若公園舉行一連三日的「九七澳門蓮花展覽」，展出來自番禺市蓮花山旅遊中心的共一百五十多不同品種包括有多個名貴品種的蓮花，並配有蓮花圖片展覽。為推廣蓮花在澳門的種植，讓市民欣賞到不同品種的蓮花，澳門蓮藝文化協會]於1998年6月12日至14日盧廉若花園舉辦「九八澳門蓮花展」。本次蓮花展覽將與澳門市政廳聯合舉辦。「九九蓮藝展覽」由澳門市政廳及澳門蓮藝文化協會主辦，由澳門敎育文化藝術協會，輝記園，澳門中華學生聯合總會及澳門合尺六樂團協辦。主辦單位為配合是次展覽，印製了一套以蓮花為主題的書籤及明信片在場向公衆派發。同時，盧廉若公園百步廊安排本澳學生參與「齊來畫蓮花」大型繪畫活動。另外，亦有粤曲樂團在盧園池畔表演曲藝，歡迎市民到場參觀。展期由7月30日至8月2日，一連四日在盧廉若公園舉行。

### 澳門荷花節
由於主辦單位認為荷花節不僅對澳門的城市美化、豐富市民文化生活及促進旅遊業等方面起著促進的作用，另外也可團結澳門的荷花工作者，開展國際的荷花栽培技術交流活動，有助提高澳門的知名度。
在2000年澳門成功舉辦『第十四屆全國荷花展』後，深受市民歡迎，並吸引眾多國內外人士前來參觀。2001年再接再厲在本澳舉行第一屆荷花節，由臨時澳門市政局､臨時海島市政局､旅遊局和澳門蓮藝文化協會合辦的第一屆澳門荷花節，宣傳口號為「荷香樂滿城」，在紀念孫中山市政公園鳥籠旁廣場舉行開幕儀式，以紅建蓮為主題花。荷花節為期一個月，由6月24起至7月22日期間，在澳門及離島十個公園廣場擺放8000盆荷花二百六十多個品種。
由於受非典型肺炎影響，第三屆的資源比去年大幅度減少，主辦當局表示會著重在公園舉辦一些靜態展覽。為確保市民不受疫情影響，民政總署取消了往屆的大場面活動，連開幕或和閉幕式都免掉，因此只需87萬的經費，比去年100多萬有大幅度的減少。
2004年第四屆的主題花為「濠江月」，此品種是中國花卉協會荷花分會為慶祝九九澳門回歸而培育的新品種﹐並配合澳門的別稱而命名為「濠江月」，回歸時曾送贈本澳兩盆，經過幾年培植，現時本澳已有二十多盆，盧廉若公園的池塘內種植此花。
2005年荷花節特別選擇「聖火」為主題花，以配合即將舉行的「2005東亞運動會」，喻意運動員一飛衝天的幹勁及預祝東亞運圓滿成功。「聖火」在奧林匹克大馬路運動場圓形地作為擺放荷花花壇基調。
北京奧運會於2008年8月舉行，為迎接盛事的到來，挑選名為「火炬」作為第八屆荷花節的主題花。並與澳門飲食業工會合辦荷花飲食文化展，以荷花各部分作菜餚，亦以荷花意念作設計和擺盆，介紹荷花的飲食文化，更以生活化的方式介紹荷花。
為慶祝『2009年第二十三屆全國荷花展』暨『荷香樂滿城—第九屆澳門荷花節』，民署在2008年6月向中國花卉協會申辦2009年全國荷花展。由於澳門在2000年曾舉辦全國荷花展，且已多年連續舉辦澳門荷花節，故順利取得今屆全國荷花展舉辦權。
2010年6月錄得30年來日照時間最短，影響荷花開花時間，從平均日照時間138小時減至98小時，令荷花花期延遲20日。加上本澳的颱風季節多數在夏季，如推遲舉辦會巧遇颱風，必定影響居民賞花興致。但若明年的日照時間和今年一樣短，民署重新考慮調整荷花節舉辦日期或延後20天。慶幸今屆荷花節最終照常於六月在全澳多個公園舉行，讓市民欣賞荷花。

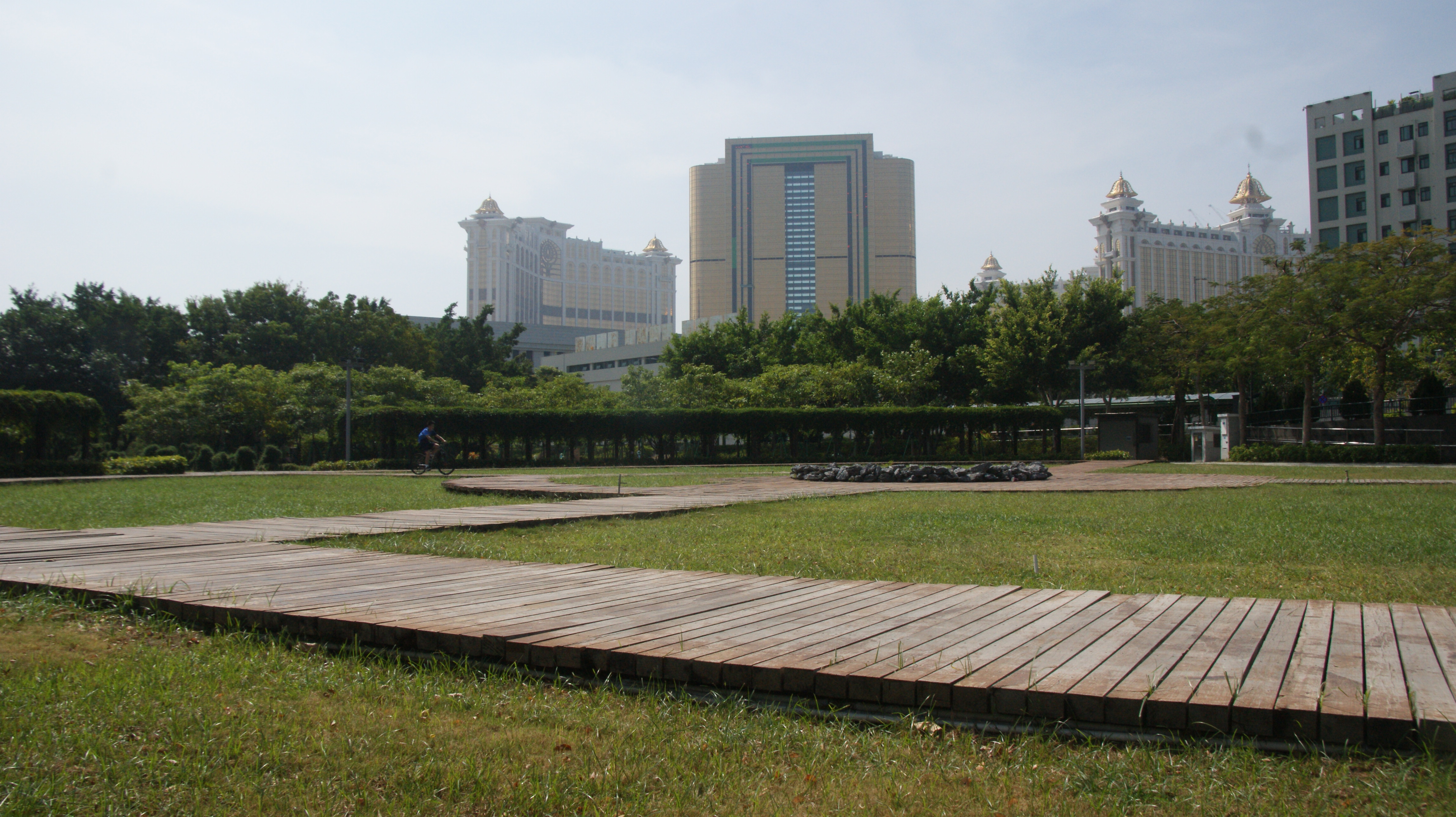
新拓展花展場地

2014年荷花節在龍環葡韻新闢2500百平方米的主展場，擴大展覽規模，由原本的3000盆增至5000盆，品種超過六十餘種。擺放歷屆荷花節主題花及其他品種荷花，數量逾千盆，配以巨型荷花燈，令展場更典雅。
因應澳門第三次成功取得「全國荷花展」的承辦權，由中國花卉協會和市政署合作主辦，旅遊局協辦的『第三十三屆全國荷花展』暨『第十九屆澳門荷花節』，於2019年6月舉行。今屆活動以「荷香廿載濠江情」為主題，設有兩個主要展覽場地，主展場在氹仔龍環葡韻將以「大唐盛世」為主題，配以主題花「濠江情」和其他花卉，整體設計上呈現大唐盛世的輝煌氣勢，第二展場在澳門塔石廣場，展出中國各省、巿合共二十六個荷花特色展區，帶來中國各地的風土人情特色。市政署正積極籌備展覽及各項活動，是次展出的荷花數量約13000盆，約400個品種，總共11個地點擺設了荷花花壇，為市區及旅遊景點增添節日氣息。
2020年開始受新冠疫情影響，市政署舉辦的荷花節與澳門綠化週合併，活動盡量從簡並不設開幕儀式，提醒市民賞花時，須遵從衛生指引及現場人員指示。『第二十屆澳門荷花節』暨『第三十九屆澳門綠化周』於在氹仔龍環葡韻舉行，以雪國童話為佈置主題，設計以具俄羅斯風格之景觀元素佈置；設有糖果小鎮、鐵藝城堡、夢幻南瓜車、晶彩雪球屋等大型裝置，配合燈光的點綴，引出日夜的荷花秘景。
第二十三屆荷花節的主題為九曲曉荷，源於盧廉若公園與蘇州獅子林已締結為姊妹園，皆因兩園同屬江南園林風格，以園中九曲橋賞荷美景享負盛名，分別透過古典及現代兩種不同的設計手法重新演繹日出時分，九曲橋上賞荷的經典畫面。為配合設計主題，龍環葡韻展場分為古典園景區、現代園景區及入口廣場三個特色展區。
第二十五屆荷花節主題為『荷香融匯，東西共賞』，以主題荷花曙光，連同20多個不同品種的荷花，共同祝賀荷花節銀禧慶典。主展場的龍環葡韻以中西文化薈萃為設計主軸，並分為兩區：第一區「活力澳門區」，以現代及幾何元素為基調，沿着時光廊道，遊人被引導到以現代手法重新演繹的牌坊景觀，其在周邊雅致靈韻的花藝襯托下，呈現時尚活力動感。第二區「中式傳統區」，穿過中式月洞門，來到古風意趣的荷風畫境，最後觀賞媽祖閣的飛簷翹角，盡釋澳門文化古韻。

## 舉辦地點
在每一屆的澳門荷花節，主辦單位都會在城中多個不同的區域擺放荷花，包括盧廉若公園、紀念孫中山市政公園、花城公園、龍環葡韻及石排灣郊野公園等。除公園外，遊客還可以在多個旅遊景點欣賞及拍下荷花的美態，包括媽閣廟前地、議事亭前地、大三巴牌坊前地、觀音蓮花苑、蓮花圓形地、和諧圓形地及蓮花圓環地等。

## 歷屆荷花展
| 屆數       | 舉辦日期               | 花展主題          | 主題荷花   | 備注                                                                                     |
| ---------- | ---------------------- | ----------------- | ---------- | ---------------------------------------------------------------------------------------- |
| 第一屆     | 2001年6月24日至7月22日 | 無                | 紅建蓮     |                                                                                          |
| 第二屆     | 2002年6月22日至7月7日  | 無                | 大灑錦     |                                                                                          |
| 第三屆     | 2003年6月9日至7月6日   | 無                | 艷陽天     |                                                                                          |
| 第四屆     | 2004年6月6日至20日     | 無                | 濠江月     |                                                                                          |
| 第五屆     | 2005年6月4日至19日     | 無                | 聖火       |                                                                                          |
| 第六屆     | 2006年6月17日至7月2日  | 無                | 蝶戀花     |                                                                                          |
| 第七屆     | 2007年6月16日至24日    | 無                | 中山紅台蓮 |                                                                                          |
| 第八屆     | 2008年6月14日至23日    | 無                | 火炬       |                                                                                          |
| 第九屆     | 2009年6月10日至28日    | 無                | 濠江月     | 第二次舉辦全國荷花展，第二次被選為主題荷花                                               |
| 第十屆     | 2010年6月12日至20日    | 無                | 濠江虹     |                                                                                          |
| 第十一屆   | 2011年6月11日至19日    | 無                | 古代蓮     |                                                                                          |
| 第十二屆   | 2012年6月16日至24日    | 無                | 白天鵝     |                                                                                          |
| 第十三屆   | 2013年6月8日至16日     | 無                | 披針粉     |                                                                                          |
| 第十四屆   | 2014年6月14日至22日    | 無                | 香雪海     |                                                                                          |
| 第十五屆   | 2015年6月13日至21日    | 嶺南印象·夏荷之風 | 三水佳麗   | 首次把主展場佈置成具有主題特色的展園                                                     |
| 第十六屆   | 2016年6月18日至26日    | 煙雨江南          | 落霞       |                                                                                          |
| 第十七屆   | 2017年6月10日至18日    | 印象碧荷          | 濠江碧波   |                                                                                          |
| 第十八屆   | 2018年6月8日至17日     | 荷光魅影          | 紫重陽     |                                                                                          |
| 第十九屆   | 2019年6月3日至16日     | 荷香廿載濠江情    | 濠江情     | 全國荷花展在本澳第三次舉辦                                                               |
| 第二十屆   | 2020年6月12日至21日    | 雪國童話          | 宮燈       | 與澳門綠化周合辦                                                                         |
| 第二十一屆 | 2021年6月11日至20日    | 芙蓉美泰          | 風中笑     |                                                                                          |
| 第二十二屆 | 2022年6月10日至19日    | 荷霧迷離          | 小台紅     |                                                                                          |
| 第二十三屆 | 2023年6月9日至18日     | 九曲曉荷          | ——         | 活動後宣佈與蘇州獅子林締結為姊妹園                                                       |
| 第二十四屆 | 2024年6月14日至23日    | 回家              | 神州美‧澳  | 適逢澳門回歸25週年和國慶75週年，今屆荷花節全稱『盛世蓮花迎雙慶─第二十四屆澳門荷花節』    |
| 第二十五屆 | 2025年7月6日至20日     | 中西文化薈萃      | 曙光       | 澳門今年評選為「東亞文化之都」，籍今屆荷花節名稱為『荷香融匯·東西共賞─第二十五屆荷花節』 |

## 外部連結
- 市政署官方網站 （页面存档备份，存于）
- 澳門自然網官方網站